# Rival Leaders
«Rival leaders» es el penúltimo sencillo de la banda de hardcore punk The Exploited, lanzado en el año 1983 con la discográfica Pax Records y con una duración de 10 minutos con 6 segundos. Es el último sencillo de hardcore punk ya que el siguiente sencillo del álbum Beat the Bastards sería de crossover thrash y con toques del metal. El sencillo está clasificado en la undécima posición en la clasificación independiente UK Indie Hit.

## Canciones

### Lado A
- A1 "Rival Leaders"

### Lado B
- B1 "Army Style"
- B2 "Singalongabushell"[1]

## Personal
- Wattie Buchan - voz
- Billy - guitarra
- Wyne Tyas- bajo
- Willie Buchan - batería